# Matérialisme trans
Le matérialisme trans est un mouvement philosophique adoptant la perspective du féminisme matérialiste pour analyser les conditions des personnes trans à travers leurs rapports sociaux de sexe, de race et de classe.
Le concept de matérialisme trans est historiquement dérivé de la méthode de matérialisme de Karl Marx, et du féminisme matérialiste. Son objectif est d'analyser les conditions des personnes trans à travers leurs rapports sociaux de sexe, de race et de classe. Il utilise les concepts de transfuge de sexe et de transitude pour articuler ses analyses.

## Historique
La notion de matérialisme est adaptée au féminisme dans les années 1960 en France dans le cadre du féminisme matérialiste, qui théorise un rapport social entre la classe des femmes et celle des hommes.
Dans les années 2000, des philosophes trans s'appuient sur la doctrine du féminisme matérialiste pour penser la condition des personnes transgenres au sein des rapports sociaux entre les classes sexuées. Cette doctrine s'oppose à la théorie queer, vue comme une idéalisation trop abstraite de la transidentité focalisée sur des questions d'identités. 
Depuis les années 2010 en France émerge un courant informel critique de la notion d'identité de genre et d'un angle identitaire telle que formulé par la théorie queer libérale professée par Judith Butler, qui psychologise et individualise la question de la transitude tout en lui ôtant sa capacité de politisation. Le terme de transitude désigne le fait d’être trans ou l’état d’être trans (à rapprocher du terme « transness » en anglais),.  
Ce mouvement disparate et peu coordonné, basé sur des initiatives isolées telles que des fanzines, des blogs et des discussions sur Twitter donne lieu à l'organisation d'un colloque en mars 2019 à l'École normale supérieure de Lyon intitulé « Matérialismes trans ». Il est organisé par Pauline Clochec et Noémie Grunenwald. En 2021, les actes du colloque de 2019 sont publiés dans un livre, Matérialismes trans, regroupant le champ de la réflexion tout en incluant deux articles supplémentaires. Parmi les personnes ayant contribué à ce livre on compte : Emmanuel Beaubatie, Philippa Arpin, Karl Ponthieux Stern, Séverine Batteux, Eli Bromley, Constance Lefebvre, João Gabriel, Noémie Grunenwald. 
Avec la publication en 2021 de Transfuges de sexe d'Emmanuel Beaubatie, la notion de matérialisme trans entre dans le champ académique.

## Thématiques

### Opposition à l'essentialisme
Le courant transmatérialiste s'oppose également à certains courants essentialistes du féminisme radical, en particulier ceux qui refusent de considérer que les femmes trans sont des femmes. Le matérialisme trans se distance aussi du féminisme radical par son opposition aux analyses essentialisantes, se rapprochant des positions de Christine Delphy pour qui « Le genre précède le sexe », en y adjoignant la position d'Emmanuel Beaubatie selon lequel « Le genre précède le changement de sexe ».

### Transfuge de sexe
Le sexe est vu comme « une appartenance de classe liée a une position sociale et non […] des données naturelles intangibles et biologiquement discrètes ». Dans ce contexte, la naturalisation du sexe légitime les idéologies patriarcales et hétérosexuelles, pour la philosophe Pauline Clochec. L'idée donne alors naissance au concept de transfuge de sexe, directement inspiré du concept de transfuge de classe, qui peut être soit une « promotion » dans le cas d'un homme trans, soit un « déclassement » dans le cas d'une femme trans. Ce processus de transfuge comprend le « regenrement », aussi appelée expérience de vie réelle, que Milbank décrit comme une violence du corps médical envers les femmes trans pour forcer le déclassement, dans le cas d'un homme trans, elle considère ces violences non pas comme un « regenrement » mais comme une tentative d'éviter la « promotion » qui aurait pour effet de dénaturaliser le patriarcat. 

### Opposition à lathéorie queer
Considérer la transition comme un transfuge permet au matérialisme trans, contrairement à la théorie queer, d'éviter l'altérisation voulue par le principe de subversion du genre et le regroupement des personnes trans dans un troisième genre. Emmanuel Beaubatie analyse cette subversion du genre comme un effet non voulu et non essentiel d'une personne trans et le relie à la mobilité sociale induite par le transfuge. Il relève également que le besoin de conformation aux normes de sexe est inversement proportionnel au capital social et économique.